# Filmfestival „Goldene Aprikose“

Logo des Festivals

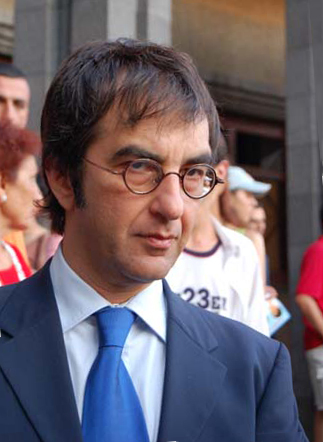
Der Präsident des Festivals, Atom Egoyan, auf dem Festival 2006.

Das Internationale Filmfestival „Goldene Aprikose“ (armenisch «Ոսկե Ծիրան» Միջազգային Կինոփառատոն, Woske Ziran Midschasgajin Kinoparaton, in wissenschaftlicher Transliteration «Oske Ciran» Miǰazgayin Kinop‘aṙaton; englisch Golden Apricot Yerevan International Film Festival, kurz: GAIFF) ist ein Filmfestival in Jerewan, der Hauptstadt Armeniens.
Das Festival fand zum ersten Mal im Juni 2004 statt. Gegründet wurde es von dem armenischen Regisseur Harutjun Chatschatrjan sowie von den Filmkritikern Mikajel Stambolzjan und Susanna Harutjunjan; dieses Trio leitet heute das Festival in den Funktionen Generaldirektor, Programmdirektor und künstlerische Direktorin (Stand 2021). Präsident des Festivals ist der armenisch-kanadische Regisseur Atom Egoyan. Der Name rührt von der Aprikose her, die die Nationalfrucht Armeniens ist. Hauptpreise sind die „Goldene Aprikose“ und die kleinere „Silberne Aprikose“. Es ist zur Tradition geworden, dass während der Eröffnungsfeier unter freiem Himmel vor dem Moskau-Kino im Zentrum Jerewans ein Geistlicher der Armenischen Apostolischen Kirche Körbe voller Aprikosen weiht, die anschließend an die Zuschauer verteilt werden.
Es gibt Hauptpreise für den besten Spielfilm und Dokumentarfilm, seit 2007 auch einen FIPRESCI-Preis (davor gab es einen Preis der armenischen Filmkritiker). Im „Armenischen Panorama“ werden armenische Filme aus der ganzen Welt gezeigt. Seit dem Völkermord von 1915 lebt ein großer Teil des armenischen Volkes in der Diaspora, vor allem im Libanon, Frankreich und den Vereinigten Staaten. Seit 2005 wird auch ein Gedenktaler für das Lebenswerk an international renommierte Regisseure vergeben. Er trägt den Namen Sergei Paradschanows, des größten armenischen Filmregisseurs aller Zeiten.
Außer Konkurrenz laufen weitere vor allem armenische aktuelle Filme, aber auch Klassiker der Filmgeschichte. 2007 wurde das Festival mit dem italienischen Film Das Haus der Lerchen eröffnet. Auch wegen der geografischen Nähe werden viele Filme aus dem Iran, aber auch türkische und arabische gezeigt.

## Preisträger (Auswahl)

### 2004
- Bester Spielfilm: Ararat von Atom Egoyan (Kanada)
- Bester Dokumentarfilm: Erzählung von Pegasus von Harutjun Chatschatrjan (Armenien)
- Nationaler Kritiker-Preis: Das Land der heiligen Riten von Edgar Baghdassarjan (Armenien)[2]

### 2005
- Sergei-Paradschanow-Gedenktaler für das Lebenswerk: Krzysztof Zanussi (Polen), Abbas Kiarostami (Iran), Nikita Michalkow (Russland)
- Bester Spielfilm: Die Sonne von Alexander Sokurow (Russland)
- Bester Dokumentarfilm: Melancholian 3 hounetta von Pirjo Honkasalo, (Finnland)
- Armenisches Panorama: Unter freiem Himmel von Arman Jerizjan
- Nationaler Kritiker-Preis: Waiting for the Clouds von Yeşim Ustaoğlu (Türkei), Mon père est ingénieur von Robert Guédiguian (Frankreich)[3]

### 2006
- Sergei-Paradschanow-Gedenktaler für das Lebenswerk: Marco Bellocchio, Tonino Guerra (Italien), Mohsen Makhmalbaf (Iran), Godfrey Reggio (Vereinigte Staaten), Artawasd Peleschjan (Armenien)
- Bester Spielfilm: Three Times von Hou Hsiao-Hsien (Taiwan)
- Bester Dokumentarfilm: Workingman’s Death von Michael Glawogger (Österreich)
- Armenisches Panorama: Die Bewohner verlassener Inseln von Hrant Hakobjan (Armenien)
- Nationaler Kritiker-Preis: Sommer vorm Balkon von Andreas Dresen (Deutschland), Retourner von Serge Avedikian (Frankreich)[4]

### 2007
- Sergei-Paradschanow-Gedenktaler für das Lebenswerk: Paolo und Vittorio Taviani (Italien)
- Bester Spielfilm: Import Export von Ulrich Seidl (Österreich)
- Bester Dokumentarfilm: Eine Geschichte von Menschen in Krieg und Frieden von Wartan Hovhannissjan (Armenien)
- Armenisches Panorama: Screamers von Carla Garapedian (Großbritannien) und den Mitgliedern von System of a Down (Vereinigte Staaten).
- FIPRESCI-Preis: Eine Geschichte von Menschen in Krieg und Frieden von Wartan Hovhannissjan (Armenien)[5]

### 2008
- Sergei-Paradschanow-Gedenktaler für das Lebenswerk: Wim Wenders (Deutschland), Dariush Mehrjui (Iran)
- Bester Spielfilm: Alisa, das Meermädchen von Anna Melikjan (Russland)
- Bester Dokumentarfilm: Women See Lot of Things von Meira Asher (Israel)
- Armenisches Panorama: The Blue Hour von Eric Nazarian (Vereinigte Staaten)
- FIPRESCI-Preis: My Marlon and Brando von Hüseyin Karabey (Türkei)[6]

### 2009
- Bester Spielfilm: The Other Bank von Giorgi Owaschwili (Georgien/Kasachstan)
- Bester Dokumentarfilm: Burma VJ - Reporting from a Closed Country von Anders Østergaard (Dänemark)
- Armenisches Panorama: With Love and Gratitude von Arka Manukyan (Armenien)
- FIPRESCI-Preis: Sonbahar – Herbst (Sonbahar) von Özcan Alper (Türkei/Deutschland)[7]

### 2010
- Sergei-Paradschanow-Gedenktaler für das Lebenswerk: Theo Angelopoulos (Griechenland), Claudia Cardinale (Italien)
- Bester Spielfilm: Kosmos von Reha Erdem (Türkei/Bulgarien)
- Bester Dokumentarfilm: Together von Pawel Kostomarow (Russland)
- Armenisches Panorama: The Last Tightrope Dancer in Armenia von Arman Jerizjan (Armenien)
- FIPRESCI-Preis: Zwischen uns das Paradies von Jasmila Žbanić (Bosnien und Herzegowina)[8]

### 2011
- Sergei-Paradschanow-Gedenktaler für das Lebenswerk: Béla Tarr (Ungarn), Fanny Ardant (Frankreich), Roman Balayan (Ukraine)
- Bester Spielfilm: Nader und Simin – Eine Trennung von Asghar Farhadi (Iran)
- Bester Dokumentarfilm: The World according to Ion B. von Alexander Nanau (Rumänien)
- Armenisches Panorama: Loading My Life von Harutyun Shatyan (Armenien)
- FIPRESCI-Preis: Mandoo von Ebrahim Saeedi (Irak)[9]

### 2012
- Sergei-Paradschanow-Gedenktaler für das Lebenswerk: Víctor Erice (Spanien), Agnieszka Holland (Polen), Eldar Schengelaia (Georgien)
- Bester Spielfilm: W tumane / Im Nebel von Sergei Loznitsa (Weißrussland)
- Bester Dokumentarfilm: 5 Broken Cameras von Emad Burnat, Guy Davidi (Israel (Palästina))
- Armenisches Panorama Spielfilm: If Only Everyone von Natalya Belyauskene (Armenien)
- Armenisches Panorama Dokumentarfilm: Armenian Rhapsody von Cassiana Der Haroutiounian, Cesar Gananian und Gary Gananian (Armenien)
- FIPRESCI-Preis: The First Rains of Spring von Yerlan Nurmukhambetov und Sano Shinju (Kasachstan/Japan)[10]

### 2013
- Sergei-Paradschanow-Gedenktaler für das Lebenswerk: Charles Aznavour (Armenien/Frankreich), István Szabó (Ungarn), Margarethe von Trotta (Deutschland), Jos Stelling (Niederlande), Nerses Howhannisjan (Armenien)
- Bester Spielfilm: Circles von Srđan Golubović (Serbien)
- Bester Dokumentarfilm: The Last Black Sea Pirates von Svetoslav Stoyanov (Bulgarien)
- Armenisches Panorama: The Mother von Łukasz Ostalski (Polen)[11]

### 2014
- Bester Spielfilm: The Tribe von Myroslaw Slaboschpyzkyj (Ukraine)
- Bester Dokumentarfilm: The Stone River von Giovanni Donfrancesco (Italien)
- Armenisches Panorama: Milky Brother von Vahram Mkhitaryan (Armenien) und Tevanik von Jivan Avetisyan (Armenien)
- FIPRESCI-Preis: The Tribe von Myroslaw Slaboschpyzkyj (Ukraine)[12]

### 2015
- Bester Spielfilm: Der Schamane und die Schlange – Eine Reise auf dem Amazonas von Ciro Guerra (Kolumbien)
- Bester Dokumentarfilm: The Creation of Meaning (La creazione di significato) von Simone Rapisarda Casanova (Kanada/Italien)
- Armenisches Panorama: The Doctor von Anna Goroyan (Armenien)
- FIPRESCI-Preis: Moskvich, my love von Aram Shahbazyan (Armenien/Russland/Frankreich)[13]

### 2016
- Bester Spielfilm: Ungiven von Branko Schmidt (Kroatien)
- Bester Dokumentarfilm: Across the Don von Evgeny Grigoriev (Russland)
- FIPRESCI-Preis: Ungiven von Branko Schmidt (Kroatien)[14]

### 2017
- Bester Spielfilm: Sexy Durga von Sanal Kumar Sasidharan (Indien)
- Bester Dokumentarfilm: Ghost Hunting von Raed Andoni (Frankreich/Israel (Palästina)/Schweiz/Katar)
- Armenisches Panorama: Head Above Water von Eric Shahinian (Vereinigte Staaten), Donald Cried von Kris Avedisian (Vereinigte Staaten), Those From the Shore von Tamara Stepanyan (Frankreich/Armenien/Libanon)
- FIPRESCI-Preis: Lerd (A Man of Integrity) von Mohammad Rasulof (Iran)[15]

### 2018
- Sergei-Paradschanow-Gedenktaler für das Lebenswerk: Asghar Farhadi (Iran), Darren Aronofsky (USA), Gianfranco Rossi (Italien)
- Bester Spielfilm: Volcano von Roman Bondarchuk (Ukraine/Deutschland)
- Bester Dokumentarfilm: Distant Constellation von Shevaun Mizrahi (USA/Türkei/Niederlande)
- Armenisches Panorama: Yeva von Anahid Abad (Armenien/Iran)
- FIPRESCI-Preis: Dede von Mariam Chatschwani (Georgien/Katar)[16]

### 2019
- Sergei-Paradschanow-Gedenktaler für das Lebenswerk: Carlos Reygadas (Mexico), Jan Nowicki (Polen)
- Bester Spielfilm: Ray & Liz von Richard Billingham (UK)
- FIPRESCI-Preis: Horizon von Tinatin Qadschrischwili (Georgien/Schweden)[17]

### 2020
- Bester Spielfilm: The Metamorphosis of Birds von Catarina Vasconcelos (Portugal)[18]

### 2021
- Sergei-Paradschanow-Gedenktaler für das Lebenswerk: Paul Schrader (USA)
- Bester Spielfilm: Pebbles von Vinothraj P S (Indien)
- FIPRESCI-Preis: Taming the Garden von Salomé Jashi (Schweiz/Deutschland/Georgien)[19]